# Phạm Minh Chính
Phạm Minh Chính (* 10. prosince 1958 Hậu Lộc) je vietnamský politik, člen zasedání Národního shromáždění, od roku 2016 člen politbyra a od dubna 2021 předseda vlády. V minulosti stál např. v čele provincie Quang Ninh a zasadil se o její ekonomický růst.
Je členem politbyra Komunistické strany Vietnamu, vedoucím výboru pro vnitřní politickou ochranu Ústřední komunistické strany Vietnamu a členem zasedání Národního shromáždění Vietnamu. Působí rovněž jako generál Sborů veřejné bezpečnosti lidu a člen politbyra ve funkčním období XII, dříve sekretariátu Komunistické strany Vietnamu.